# Cylindry Nabonida z Ur

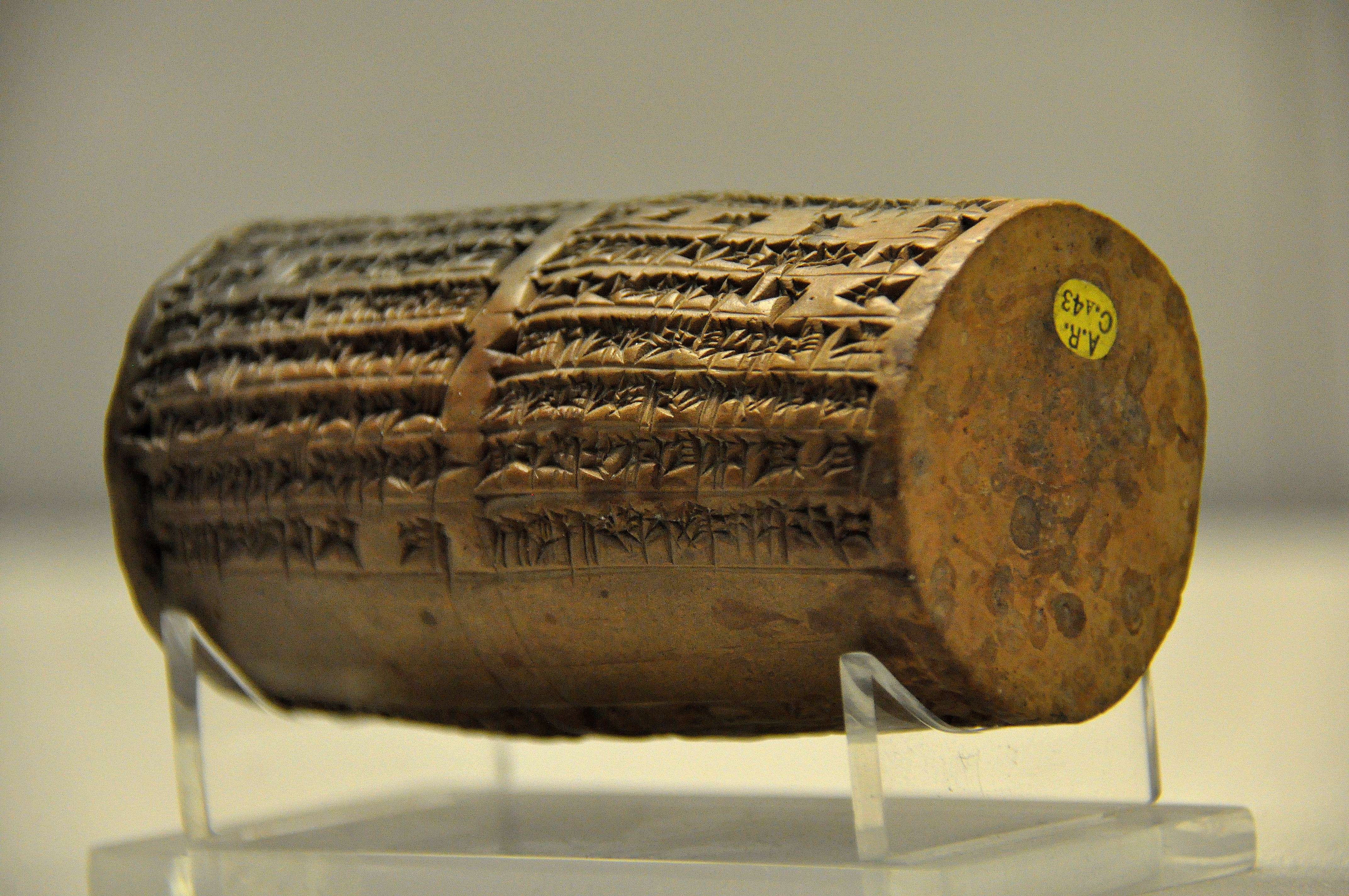
Cylinder Nabonida z Ur (BM 91128) w zbiorach Muzeum Brytyjskiego

Cylindry Nabonida z Ur – cztery niewielkie cylindry gliniane nowobabilońskiego króla Nabonida (556–539 p.n.e.) odnalezione w 1854 roku przez J.E. Taylora w ruinach zigguratu w Ur w południowym Iraku. Każdy z nich znaleziony został w jednym z czterech rogów najwyższego piętra zigguratu. Na wszystkich cylindrach znajduje się tekst tej samej inskrypcji fundacyjnej Nabonida. Obecnie cylindry te znajdują się w zbiorach Muzeum Brytyjskiego (nr inwent. BM 91125, BM 91126, BM 91127 i BM 91128).
W starożytnym Ur znajdował się ważny kompleks świątynny poświęcony Sinowi, bogu Księżyca. Ziggurat, w którego ruinach cylindry te znaleziono, był jego częścią. Pierwsze zakrojone na szeroką skalę prace budowlane przy kompleksie świątynnym prowadzili Ur-Nammu (2113–2096 p.n.e.) i jego syn Szulgi (2096–2048 p.n.e.), królowie z III dynastii z Ur. Kompleks ten był następnie wielokrotnie przebudowywany i odbudowywany przez wielu późniejszych mezopotamskich władców, w tym przez Nabonida, który rozkazał umieścić cylindry ze swą inskrypcją w zigguracie. Królowie często umieszczali we wznoszonych lub odbudowywanych przez siebie budowlach tego rodzaju depozyty fundacyjne z inskrypcjami mającymi informować bogów i potomnych o ich budowlanych osiągnięciach.
Na wszystkich czterech cylindrach Nabonida z Ur znajduje się ta sama inskrypcja tego króla. Jest to tekst fundacyjny w którym Nabonid opisuje renowację zigguratu E-lugalgalgasisa (sum. é.lugal.ğalga.si.sá, tłum. „Dom króla, który pozwala radzie kwitnąć”) należącego do kompleksu świątynnego E-gisznugal (sum. é.ğiš.nu11.gal, też é.kiš.nu.ğál) boga Sina w Ur. Babiloński król wspomina również o wcześniejszych sumeryjskich królach Ur-Nammu i Szulgim, którzy też prowadzili prace budowlane przy tym zigguracie. Nabonid kończy swą inskrypcję modlitwą do Sina, w której wzmiankowany jest Bel-szar-usur (biblijny Baltazar), pierworodny syn króla: 

„Jeżeli chodzi o mnie, Nabonida, króla Babilonu, uchroń mnie od grzechów przeciw twej wielkiej boskości i przyznaj mi w darze życie (pełne) długich dni, a jeżeli chodzi o Bel-szar-usura, mego najstarszego syna, mego potomka, wlej cześć dla twej wielkiej boskości w jego serce aby nie popełnił żadnych rytualnych pomyłek, niechaj nasyci się pełnią życia”

Inskrypcja z cylindrów Nabonida z Ur ważna jest również dlatego, iż przedstawiony w niej został pełny synkretyzm bogów Marduka i Nabu z Sinem. Widać to dobrze we fragmencie poświęconym bogu Sinowi, gdzie Nabonid opisując go używa słowa „bogowie” w liczbie mnogiej (na podobnej zasadzie jak w Biblii użyto hebrajskiego słowa elohim na określenie Boga Jahwe) i gdzie świątynia Marduka (E-sagila) i świątynia Nabu (E-zida) przypisane zostają Sinowi:

„O Sinie, moi pańscy 'bogowie', królu bogów niebios i świata podziemnego, 'bogowie' bogów, który mieszkasz w wielkich niebiosach, gdy radośnie wkroczysz do tej świątyni, niechaj dobre zalecenia dla E-sagili, E-zidy i E-gisznugal, świątyń twej wielkiej boskości, będą na twoich ustach”

Tekst z cylindrów Nabonida z Ur, datowany na ok. 540 r. p.n.e., jest najprawdopodobniej ostatnią inskrypcją budowlaną tego króla.
| Zdjęcie | Numer inwentarzowy | Numer rejestracyjny | Rozmiary                            | Inskrypcja |
| ------- | ------------------ | ------------------- | ----------------------------------- | --- |
|         | BM 91125           | K.1689              | długość: 10,2 cm; szerokość: 5,1 cm | Inskrypcja zapisana w dwóch kolumnach, a każda kolumna zawiera 31 linijek tekstu. Wszystkie linijki tekstu oddzieone są od siebie poziomymi liniami. Babilońskie znaki klinowe tworzące inskrypcję są bardzo dobrze zachowane i bardzo starannie wykonane. |
|         | BM 91126           | K.1690              | długość: 9,5 cm; szerokość: 3,2 cm  | Inskrypcja zapisana w dwóch kolumnach, a każda kolumna zawiera 26 linijek tekstu. Wszystkie linijki tekstu oddzieone są od siebie poziomymi liniami. Babilońskie znaki klinowe tworzące inskrypcję są bardzo dobrze zachowane i bardzo starannie wykonane. |
|         | BM 91127           | K.1691              | długość: 11,7 cm; szerokość: 4,4 cm | Inskrypcja zapisana w dwóch kolumnach, a każda kolumna zawiera 26 linijek tekstu. Wszystkie linijki tekstu oddzieone są od siebie poziomymi liniami. Babilońskie znaki klinowe tworzące inskrypcję są bardzo dobrze zachowane i bardzo starannie wykonane. |
|         | BM 91128           | K.1692              | długość: 10,2 cm; średnica: 5,1 cm  | Inskrypcja zapisana w dwóch kolumnach, a każda kolumna zawiera 26 linijek tekstu. Wszystkie linijki tekstu oddzieone są od siebie poziomymi liniami. Babilońskie znaki klinowe tworzące inskrypcję są bardzo dobrze zachowane i bardzo starannie wykonane. |